# 잭슨 헤인스

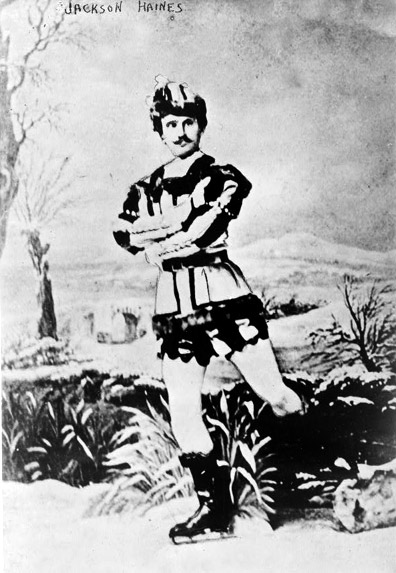
잭슨 헤인스 사진

잭슨 헤인스(영어: Jackson Haines, 1840년 - 1879년)는 미국의 발레 무용가이자 피겨 스케이팅 선수였다.
뉴욕에서 태어난 헤인스는 1864년에 전국 선수권 대회에서 우승할 것을 주장했다. 그러나 많은 "선수권 대회"가 열리는 동안, 단일 피겨 스케이팅 조직의 제재를 받은 사람은 없었다.
이때 피겨 스케이팅은 "영어 스타일"에서 실시된 딱딱한 형식이었다.
헤인즈는 1879년에 핀란드 가믈라카를레비 (오늘날 핀란드 코콜라)에서 결핵으로 사망했다. 자신의 방식은 그가 죽은후 몇년이 지나서야 미국에서 인기를 끌었다. 미국 최초의 피겨 스케이팅 선수권 대회는 1914년 3월 20일에 코네티컷주 뉴헤븐에서 열렸다.
헤인스는 1976년에 세계 피겨 스케이팅 명예의 전당과 미국 피겨 스케이팅 명예의 전당에 헌액되었다.
헤인스는 3가지 기본 스핀 유형인 시트 스핀을 발명한 사람이었다.

## 참조
1. ↑  명예의 전당 헌액자[깨진 링크(과거 내용 찾기)], 2006년 7월 25일